# カインズモール仙台港

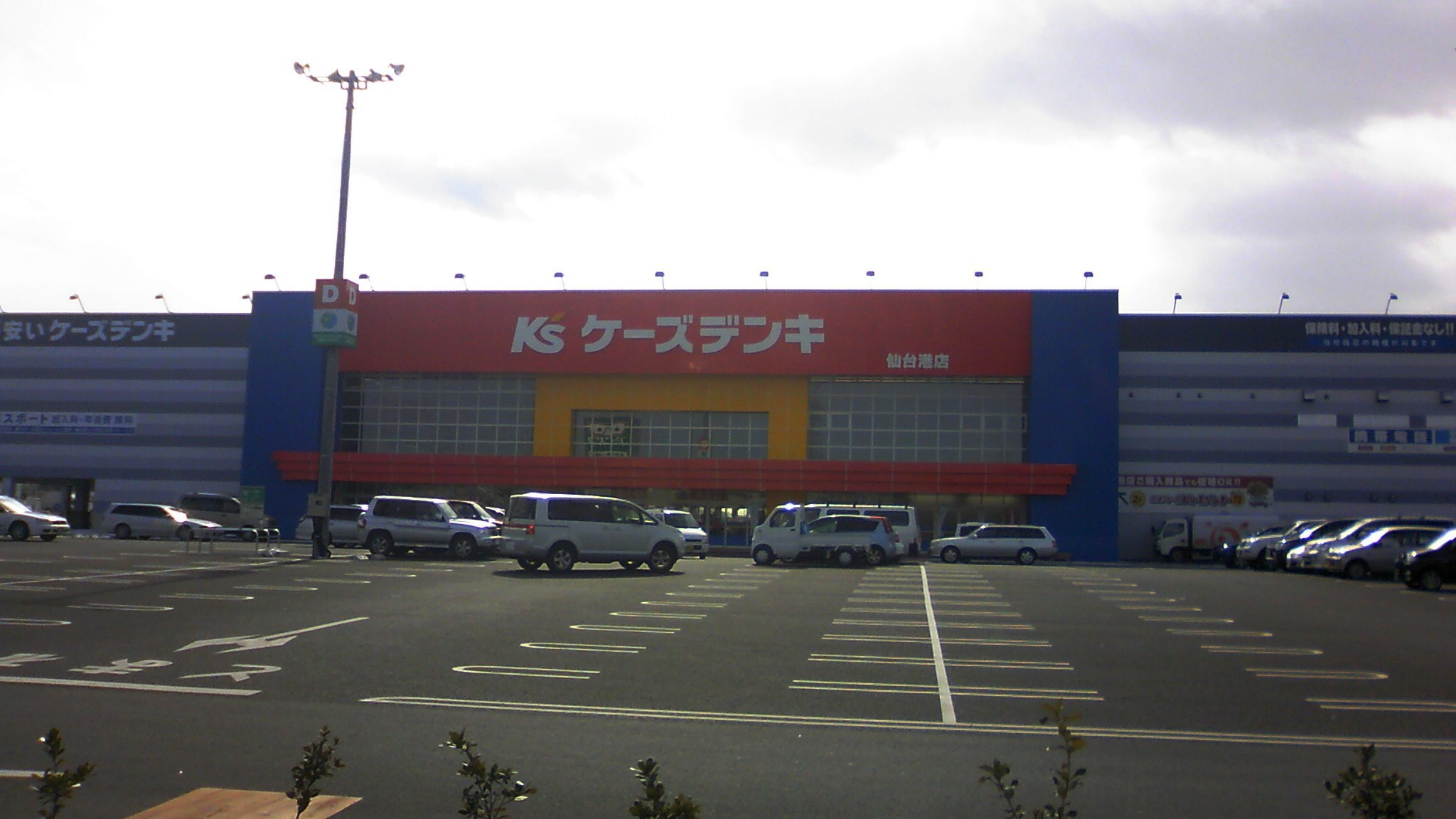
ケーズデンキ仙台港店

カインズモール仙台港（カインズモールせんだいみなと）は、宮城県仙台市宮城野区中野に所在するオープン型ショッピングモール。

## 概要
仙台港後背地（みなと仙台ゆめタウン）に、カインズがデベロッパーとして構築したショッピングモール。

## 沿革
- 2009年（平成21年）
  - 5月27日 - カインズスーパーホームセンター仙台港店がグランドオープン（前日にプリオープンを実施）。
  - 6月18日 - ケーズデンキ仙台港店が開業。
- 2011年（平成23年）3月11日 - 東日本大震災で壊滅的被害を受ける。他の仙台港周辺の大型施設が全て長期休業を余儀なくされる中、カインズモールのみは4月上旬に復旧完了して営業を再開した。

## 主要テナント
- カインズスーパーホームセンター仙台港店
- ケーズデンキ仙台港店（デンコードー運営）
- メガネの相沢仙台港店
- サンキ仙台港店

他

## その他
カインズはザスパクサツ群馬のユニフォームスポンサーになっているが、隣接しているケーズデンキ運営会社（当地の店舗を運営する会社はデンコードー）の親会社であるケーズホールディングスは、水戸ホーリーホックのユニフォームスポンサーになっている。さらに道路を挟んで近くにあるカワチ薬品は栃木SCのユニフォームスポンサーになっている。従って、カインズモール仙台港のある仙台市中野には、北関東のJリーグ2部の全クラブのスポンサーが店舗を構えている場所になっている。なお仙台の地元チームはベガルタ仙台である。